# 党首
党首（とうしゅ、英語: the Party Chief、または、英語: the Party leader）とは、政党の最高職を指すものである。

## 概説
議会制民主主義を取っている国では、一般的に党首が首相候補であり、イギリスなどの様に選挙で第1党となった党の党首が首相になることが多いが、ドイツのように選挙の際に党首とは別に首相候補が立てられることもある。
なお、大統領制の国では、大統領は直接的に、議会とは無関係に、選挙で選ばれ、議会とは別の経路で権力を獲得し、議会とは独立した権力行使を行うことが可能である。大統領が党首になることは可能ではあるが、政党党首ではないことも多い。
社会主義国の支配政党では、書記長、第一書記、総書記などの名称が使用されるが、共産主義政党が国家を指導するため、支配政党の党首が名誉職的な色合いの強い国家元首（国家主席、国家評議会議長など）よりも実質的な国家の最高指導者となっていることが多い（中華人民共和国や旧ソビエト連邦の様に国家元首と兼任している場合もあるが、権力の源泉は党首としての地位の方にある）。
各国の各政党の党首はen:Category:Lists of leaders of political partiesに挙げられている。

## イギリス
イギリスでは慣習法により、選挙で庶民院の第一党となった党の党首が国王（女王）から首相に任命される。また、野党第一党の党首は影の首相となる。
二大政党である保守党と労働党は、党首の任期は無く、首相在任中は党首選挙を行わない。1990年にマーガレット・サッチャーが首相を退陣した際のきっかけとなったのは、人気低下から党首選を求める声が与党内に起こり、受けて立ったものの僅差に迫られたことで求心力低下が決定的となったためである。
労働党党首は、党員・登録サポーター（Registered supporter）・提携サポーター（Affiliated supporter）により公選される。
かつての保守党は党首公選制ではなく、党下院の有力者に加えて上院の貴族や更には国王を交えた人々のコンセンサスにより党首が選ばれていたが、1965年および1974年の改革で党下院議員による公選制を確立した。

## ドイツ
ドイツではキリスト教民主同盟（キリスト教社会同盟）、社会民主党の二大政党は首相候補を立てて選挙戦を戦うが、この際党首とは別の人物を候補に立てることがある。社会民主党の党首は党理事会の議長であり、2名選出する。このうち1名は女性でなければならないと決められている。キリスト教民主同盟では連邦理事会の議長である。

## フランス
フランスの政党は共和党と急進運動が総裁、社会党は第一書記、共産党、ヨーロッパ・エコロジー=緑の党は全国書記となっている。

## ロシア連邦
ロシア連邦では統一ロシアは、結成当初は合併した3党党首による最高会議を設置、議長としていたが現在は党首とされている。公正ロシア、政党エル・デー・ペー・エルなど国政政党はすべて党首で統一されている。

## 中華人民共和国
中国共産党では現在は中央委員会総書記が党首である。かつては党主席の毛沢東が国家主席と国務院総理（首相）以上の権威を持った時期や、中国共産党中央軍事委員会主席の鄧小平が党総書記や国家主席や首相をしのいで最高実力者と称されていた時期もあったが、現在では党総書記が国家主席と中央軍事委員会主席を兼任し、最高指導者としての地位を確立している。

## 北朝鮮
北朝鮮の権力は実質的に朝鮮労働党が掌握しており、2025年現在の朝鮮労働党の党首は、2021年1月10日に復活した党総書記であり、金正恩である。党総書記は党を代表し全党を組織・領導する権限を持つ。なお、2016年から2021年1月9日までは党委員長職が党首とされた。

## 韓国
主に「党代表」と呼ぶ。党の代表と大統領候補者は必ずしも一致しない。前代表が大統領候補とされることもある。

## 台湾
台湾（中華民国）では中国国民党・民主進歩党ともに主席が党首である。かつての国民党は一党独裁の支配政党で、主席はすなわち中華民国総統であったが、蔣経国時代の末期の自由化により現在は複数政党制である。

## アメリカ合衆国
アメリカ合衆国の政党（共和党・民主党）では全国委員会委員長が党首に相当するが、裏方的もしくは座長的なポストであり他国の政党党首の地位とは大きく異なる。全国委員会委員長が大統領への近道という風潮も特に存在せず、民主・共和両党の全国委員会委員長経験者で大統領になったのはジョージ・H・W・ブッシュただ一人である。議会内においては上下両院の院内総務が党首役を務めるが、1920年以降の院内総務で大統領になったのはリンドン・ジョンソンとジェラルド・フォードの二人だけである（いずれも副大統領からの昇格。ジョージ・H・W・ブッシュも副大統領経験者である）。

## 日本
各政党によって党運営の考え方が異なるため総裁・代表・会長・議長・委員長など名称の他、権限などが異なる。独任制が普通であるが、党内抗争等の結果、暫定的に複数党首となることがある。例えば自由民主党総裁の座は結党から1年、鳩山一郎・緒方竹虎・三木武吉・大野伴睦の4人による代行委員制を取った。正総裁が任じられるのは1956年からである。民主党の発足時の鳩山由紀夫と菅直人、たちあがれ日本発足時の平沼赳夫と与謝野馨のように、有力な創設メンバー2人が「代行」等の付かない共同党首になったこともあるが、いずれも短期間で解消している。
いずれにしても現在の日本に於ける各党の最高責任者、即ちナンバー1である地位は名称こそ異なるが、党首＝総裁＝委員長＝代表である。
日本の国政政党の党首の場合、国会議員を要件とするかどうかは党則によるが、ほとんどの場合は国会議員である。
内閣総理大臣指名選挙（首班指名選挙）は、原則として各国会議員が自党派の代表（党首）に投票する。連立政権を組んだ場合などで他党の国会議員（通常は該当政党党首）に投票する場合もあるが、この場合は内閣総理大臣の所属政党以外の政党の党首が閣僚入りするか、副総理となるかなどの人事が注目される。党首が国会議員でない政党は首班指名選挙において、他政党の党首に投票するか自党の国会議員の中で党内最高ポストにいる者に投票することになる。現役党首または党首経験者が国会議員在職中に死亡した場合、対立政党の党首が国会で追悼演説を行うことが慣例となっている。
首相擁立政党は党首を首相に選出している。しかし、過去に党首以外の自党議員を首相に起用して、首相擁立政党が党首と首相を別々にする構想が浮上したこともある。自民党政権下の場合は総理（内閣総理大臣）と総裁（自民党総裁）は別々の人間にする「総総分離」、民主党政権下の場合は総理と代表（民主党代表）は別々の人間にする「総代分離」とそれぞれ呼ばれた。しかし、戦後の日本政治史において、首相擁立政党が党首と首相を別々にする体制が持続されたことはない。明治から昭和初期までの戦前にさかのぼっても、与党党首でない者を首相とした政党内閣は存在しなかった（憲政の常道）。
公職選挙法では政党の「代表者」について以下のことが規定されている。
- 公職選挙の公示又は告示日に提出する際に政党等に所属する者を公職候補者である旨の届け出に「代表者」の氏名が記載されること
- 国政選挙比例区選挙で候補者でない「代表者」の氏名の類を記入しても、政党票として有効票となること
- 衆議院議員総選挙で政党が一の選挙区に重ねて候補者の届出をすることができない規定に違反していないことを「代表者」が誓う旨の宣誓書を提出すること
- 公職選挙法上の政党要件を満たす事項における所属国会議員が別の政党（比例代表選挙に立候補する政治団体を含む）に所属していないことを「代表者」が誓う旨の宣誓書を提出すること
- 国政選挙の比例区の候補者が除名により政党に所属する者でなくなった場合は、除名により政党に所属する者でなくなった旨の届出において当該除名が適正に行われたことを「代表者」が誓う旨の宣誓書を提出すること
- 政党等が解散した時又は政党要件を満たさなくなった時は、「代表者」がその旨の文章を中央選挙管理会に届け出ること
- 国政選挙比例区において出納責任者選任において、支出可能最高金額を定めた文書に署名押印すること
- 政党が直接発行するパンフレット等に国政選挙比例区の公職選挙候補者であっても「代表者」の氏名を記載できること
- 選挙公報掲載順序や投票記載所政党名掲載順位を決定する選挙管理委員会の「くじ」に立ち合うことができること
- 比例区に立候補する政党について「代表者」の氏名又は「代表者」の氏名が類推される政党名や略称にすることができないこと

政党助成法、政党法人格付与法では政党の「代表者」（又は「代表権を有する者」）について以下のことが規定されている。
- 1人又は数人置くこと
- 法人としての政党の全ての事務について法人である政党を代表すること（党則等に違反した場合を除く）
- 代表権に加えた制限は、善意の第三者に対抗することができないこと
- 政党と利益が相反する事項については代表権を有しないこと
- 法人である政党について届け出事項に変更があった時に、登記申請書に記名押印すること
- 法人である政党が解散した時に、解散事由の発生を証する書面に記名押印すること
- 法人である政党が解散した時に、「現務の結了」「債権の取立て及び債務の弁済」「残余財産の引渡し」権限を有する清算人となること（党則等に別段の定めがある場合を除く、又は重要な事由がある時には裁判所によって清算人を解任される）
- 解散した法人である政党等の財産について党則等で帰属先を指定しなかった場合、政党等の目的に類似する目的のためにその財産を処分することができること（処分しきれない財産は国庫に帰属する）
- 政党要件を満たさなくなって4年経過して法人格を喪失した時に、法人でなくなった旨を証する書面に記名押印すること
- 政党構成員による不正な行為によって政党交付金の交付を受けた時の政党への250万円以下の罰金刑に関する刑事裁判において政党を代表すること

政党助成法では政党の「代表者」が以下の行為をした政党の「会計責任者又は支部会計責任者」の選任及び監督について相当の注意を怠った場合は、50万円以下の罰金という刑事罰が規定されている。
- 年末時点又は解散等時点における政党交付金に絡む、会計に関する政党交付金使途等報告書、領収書等の写し、残高証明等の写し、支部報告書、監査意見書、総括文書を総務省に提出しなかった時
- 年末時点又は解散等時点における政党交付金に絡む、会計に関する政党交付金使途等報告書、総括文書に記載すべき事項に記載しなかった時
- 年末時点又は解散等時点における政党交付金に絡む、会計に関する政党交付金使途等報告書、領収書等の写し、残高証明等の写し、支部報告書、監査意見書、総括文書に虚偽の記入をした時

政党法人格付与法では政党の「代表権を有する者」が以下の行為をした場合は、50万円以下の過料という刑事罰が規定されている。
- 政党法人確認届において不実の届出をした時
- 綱領、党則等、国会議員所属承諾書、国会議員他政党不所属宣誓書について不実の記載をした文書を提出した時
- 政党法人設立届、政党事項変更届、政党解散届、政党清算結了届、政党整理結了届、法人資格喪失政治団体届において登記を怠った時
- 政党法人設立届、政党事項変更届、政党解散届、政党清算結了届、政党整理結了届、法人資格喪失政治団体届において不実の届出をした時
- 清算人権限を有する者として、就任から二月以内における「一定の期間内に債権者に対して債権申出催告」旨の3回以上の公告を怠った時
- 清算人権限を有する者として、就任から二月以内における「一定の期間内に債権者に対して債権申出催告」旨の公告において不正をした時
- 清算人権限を有する者として、政党等の債務超過発覚における「破産手続開始申立て」旨の公告を怠った時
- 清算人権限を有する者として、政党等の債務超過発覚における「破産手続開始申立て」旨の公告において不正をした時
- 清算人権限を有する者として、政党等の債務超過発覚における破産手続開始申立てを怠った時
- 政党法人確認届に不備がある際において中央選挙管理会からの説明要求を拒んだ時
- 政党法人確認届に不備がある際において中央選挙管理会からの説明要求に虚偽の説明をした時
- 政党法人確認届に不備がある際において中央選挙管理会からの訂正命令を拒否した時

### 日本における党首の名称の変化
かつて日本で「党首」の語は、総裁、委員長、代表など党ごとに名称の異なる最高職を包括する一般名称としての意味合いが専らで、「指導者」、「領袖」などと同じく正式名称として用いられることは滅多になかったが、1990年代以降は採用する政党が現れ始めている。
戦前の保守政党は、党首の名称に「総裁」を採用する例が多かった。「総裁」の名称は明治初期の政府の最高職で「万機を総べ、一切の事務を裁決す」として政治全般を統括したことが由来で、政党党首の名称として総裁を採用したのは1900年に結成された立憲政友会が最初とされる。一方で革新政党の党首は社会主義的な組織にならい、「委員長」や「書記長」を名乗った。
戦後の55年体制下では、保守政党の流れを汲む自由民主党が「総裁」を採用したのに対し、社会主義の流れを汲む日本社会党や民社党は「委員長」を採用した。1964年に中道政治を目指し結成された公明党も、当時社会主義運動が盛り上がっていた事もあり、党首の名称は「委員長」であった。主要な政党で党首の名称に「代表」を用いるようになったのは、1976年結成の新自由クラブからで、革新ではないが、自民党ほど古めかしくないとの意味も込められていた。
1990年代に新党ブームが巻き起こった際は、日本新党や新党さきがけなど、党首の名称に「代表」を用いる政党が増え、一大ムーブメントとなった。一方で、新生党は少し趣を変え党首の名称をそのまま「党首」とした。「党首」の名称は、新生党の流れを汲む新進党・太陽党・自由党・保守党や、1996年に社会党から改組した社会民主党などが採用していたが、新進党の失速以降は民主党や1998年に再結成された公明党のように党首名に「代表」を採用する事例の方が増え、自由党が解散した2003年以降は党首名に「党首」を採用している政党は長らく社民党のみであった（後に、次世代の党（2014-2015）、NHKから国民を守る党（2019- ）などが党首名に「党首」を採用している）。

### 現在の日本の国政政党の党首
- 自由民主党総裁：石破茂
- 公明党常任役員会代表：斉藤鉄夫
- 立憲民主党代表：野田佳彦
- 日本維新の会代表：吉村洋文、共同代表：藤田文武
- 国民民主党代表：玉木雄一郎
- 日本共産党中央委員会幹部会委員長[注 3]：田村智子
- れいわ新選組代表：山本太郎、共同代表：櫛渕万里、大石晃子
- 社会民主党全国連合党首：福島瑞穂
- 参政党代表：神谷宗幣
- 日本保守党代表：百田尚樹、共同代表：河村たかし

### 現在の主な日本の政治団体・地域政党の党首
- 新党大地代表：鈴木宗男
- 新社会党中央執行委員長[注 4]：岡崎宏美
- 大阪維新の会代表：吉村洋文
- 都民ファーストの会代表：森村隆行
- 減税日本代表：河村たかし
- 幸福実現党党首：釈量子
- 緑の党グリーンズジャパン共同代表：尾形慶子、中山均、漢人明子、八木聡
- 沖縄社会大衆党中央執行委員長：高良鉄美
- 東京・生活者ネットワーク代表：岩永康代・新村いく子
- 自由を守る会代表：上田令子
- あたらしい党代表：小林あすか
- 京都党代表：江村理紗

### 過去に存在した日本の政党の党首
- 自由党総理 (1890-1898)
- 立憲改進党総理
- 国民協会会頭 (1892-1899)
- 憲政本党総理
- 立憲政友会総裁
- 立憲国民党総理
- 立憲同志会総理
- 憲政会総裁
- 政友本党総裁
- 農民労働党書記長
- 労働農民党中央執行委員長
- 社会民衆党中央執行委員長
- 日本労農党書記長
- 立憲民政党総裁
- 日本大衆党書記長
- 労働者農民党中央執行委員長 (1928)
- 労農党中央執行委員長
- 全国大衆党中央執行委員長
- 全国労農大衆党中央執行委員長
- 社会大衆党中央執行委員長
- 国民同盟総裁
- 国民協会理事長 (1933-1937)
- 東方会総裁
- 翼賛政治会総裁
- 護国同志会会長
- 大日本政治会総裁
- 日本自由党総裁 (1945-1948)
- 日本進歩党総裁
- 日本協同党委員長
- 協同民主党委員長
- 日本農民党中央執行委員長
- 国民協同党中央委員長
- 民主党総裁 (1947-1950)
- 民主自由党総裁
- 社会革新党書記長
- 自由党総裁 (1950-1955)
- 国民民主党最高委員長
- 社会民主党中央執行委員長 (1951-1952)
- 改進党総裁
- 協同党中央執行委員長
- 日本民主党総裁
- 労働者農民党主席 (1948-1957)
- 日本社会党中央執行委員会委員長
- 民社党中央執行委員長
- 公明党中央執行委員会委員長 (1964-1994)
- 新自由クラブ常任幹事会代表
- 社会市民連合代表
- 社会クラブ代表
- 社会民主連合代表
- 進歩党代表 (1987-1993)
- 新生党常任幹事会党首
- 日本新党常任幹事会代表
- 新党さきがけ常任幹事会代表
- 自由党党首 (1994)
- 新党みらい代表
- 高志会代表
- 公明新党代表
- 公明中央幹事会代表
- 民主改革連合代表
- 新進党常任幹事会党首
- 市民リーグ代表委員
- 民主党常任幹事会代表 (1996-1998)
- 太陽党常任幹事会党首
- フロム・ファイブ代表
- 自由党代表常任幹事兼党首 (1998-2003)
- 新党友愛常任幹事会代表
- 新党平和中央幹事会代表
- 黎明クラブ代表
- 国民の声常任幹事会代表
- 改革クラブ常任幹事会代表 (1998-2002)
- 民政党常任幹事会代表
- 民主党常任幹事会代表 (1998‐2016)
- 保守党常任幹事会党首
- 保守新党常任幹事会代表
- 国民新党代表
- 新党日本代表
- みんなの党代表
- 新党改革代表
- たちあがれ日本代表
- 新党きづな代表
- 国民の生活が第一代表
- 新党大地代表 （2012-）[注 5]
- 日本維新の会代表 (2012-2014)
- 太陽の党代表（党首）
- みどりの風代表
- 日本未来の党代表
- 生活の党代表
- 結いの党代表
- 次世代の党党首（代表）
- 維新の党代表
- 日本を元気にする会代表
- 日本のこころ代表
- 改革結集の会代表
- 民進党代表
- 自由党代表 (2016-2019)
- 希望の党代表（2017-2018）
- 希望の党代表（2018-2021）
- 国民民主党代表 (2018-2020)
- 立憲民主党代表 (2017-2020)
- 教育無償化を実現する会代表 (2023-2024)